# Martin Koch
Pour les articles homonymes, voir Koch.
Martin Koch né le 22 janvier 1982 à Villach, est un sauteur à ski autrichien. Il est triple champion du monde et une fois champion olympique par équipes. En individuel, il gagne notamment deux médailles aux Championnats du monde de vol à ski et cinq concours de Coupe du monde, dont quatre en vol à ski.

## Biographie
Il commence sa carrière en Coupe du monde en 1998 et accède pour la première fois au podium avec une 3e place le 16 décembre 2001 à Engelberg, pour se classer huitième du classement général en fin de saison. Même s'il gagne sa première compétition par équipes à Sapporo en janvier 2002, il retourne sur le podium en individuel que quatre ans plus tard, sur les deux concours disputés sur le tremplin de vol à ski de Planica, performance qu'il réalise de nouveau en 2007. En 2008, il est auteur de quatre podiums.
En 2002, il prend part aux Jeux olympiques de Salt Lake City, où il est huitième au grand tremplin. En 2006, il est champion olympique de l'épreuve par équipes à Turin avec Andreas Widhölzl, Andreas Kofler et Thomas Morgenstern, puis remporte en 2009 et 2011 un total de trois titres mondiaux par équipes. Dans les Championnats du monde, son meilleur résultat individuel est huitième en 2011 à Oslo sur le grand tremplin.
Il est vice-champion de vol à ski en 2008 et troisième en 2012, ainsi que triple champion du monde par équipes dans cette discipline de 2008 à 2012. C'est aussi en vol à ski qu'il décroche son premier succès en Coupe du monde au tremplin d'Harrachov en janvier 2011, devant le leader du classement général Thomas Morgenstern, grâce au plus long saut (213 mètres). Il double la mise sur un autre tremplin de vol à ski à Oberstdorf peu après, ce qui lui permet d'établir son meilleur classement général : sixième.
En 2011-2012, il remporte plus de succès cependant avec trois unités, gagnant encore à Oberstdorf et Planica en vol à ski, ainsi qu'au Festival de ski d'Holmenkollen. 
Il arrête la compétition de haut niveau en 2014, échouant à se faire sélectionner pour les Jeux olympiques de Sotchi. Martin Koch devient alors commentateur de ski sur l'ORF.
Il est le fils d'un autre sauteur à ski Fritz Koch et aussi neveu d'Armin Kogler.

## Palmarès

### Jeux olympiques
| Épreuve / Édition | Salt Lake City 2002 | Turin 2006 |
| Petit tremplin    | 14e                 | 23e        |
| Grand tremplin    | 8e                  | 32e        |
| Par équipes       |                     | Or         |

### Championnats du monde
| Épreuve / Édition | Épreuve / Édition | Sapporo 2007 | Liberec 2009 | Oslo 2011 |
| Petit tremplin    | Petit tremplin    |              | 22e          | 21e       |
| Grand tremplin    | Grand tremplin    | 9e           | 16e          | 8e        |
| Par équipes       | Petit tremplin    |              |              | Or        |
| Par équipes       | Grand tremplin    |              | Or           | Or        |

### Championnats du monde de vol à ski
| Épreuve / Édition | Harrachov 2002 | Kulm 2006 | Oberstdorf 2008 | Planica 2010 | Vikersund 2012 |
| Individuel        | 16e            | 4e        | Argent          | 10e          | Bronze         |
| Par équipes       |                | 4e        | Or              | Or           | Or             |

### Coupe du monde

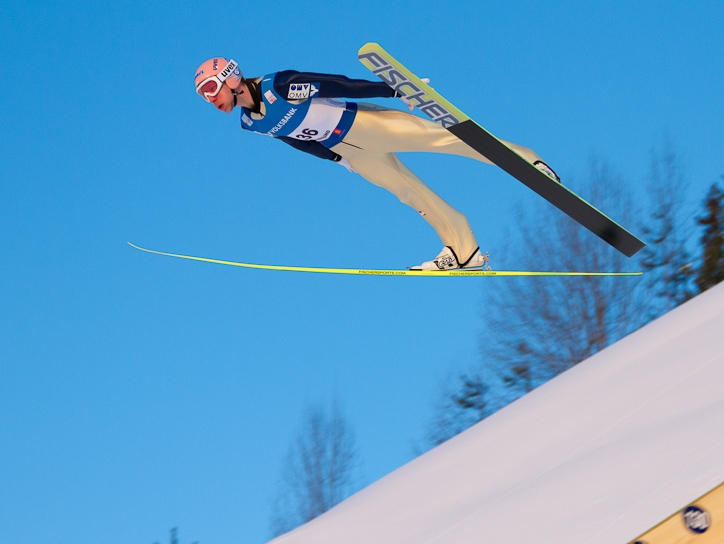
Martin Koch à Vikersund en 2011.

- Meilleur classement général : 6e en 2011.
- 2e du classement de vol à ski en 2011 et 2012.
- 50 podiums : 
  - 23 podiums en épreuve individuelle : 5 victoires, 7 deuxièmes places et 11 troisièmes places.
  - 27 podiums en épreuve par équipes, dont 12 victoires.

#### Victoires individuelles
| Année | Lieu                                                       |
| 2011  | Harrachov (République tchèque), Oberstdorf (Allemagne)     |
| 2012  | Oberstdorf (Allemagne), Oslo (Norvège), Planica (Slovénie) |

#### Classements en Coupe du monde
| Année     | Classement général final |
| 1998-1999 | 99e                      |
| 1999-2000 | 49e                      |
| 2000-2001 | 36e                      |
| 2001-2002 | 8e                       |
| 2002-2003 | 34e                      |
| 2004-2005 | 48e                      |
| 2005-2006 | 15e                      |
| 2006-2007 | 12e                      |
| 2007-2008 | 14e                      |
| 2008-2009 | 9e                       |
| 2009-2010 | 8e                       |
| 2010-2011 | 6e                       |
| 2011-2012 | 12e                      |
| 2012-2013 | 29e                      |
| 2013-2014 | 72e                      |

### Universiades
- Médaille de bronze sur le grand tremplin en 2005 à Innsbruck.

### Grand Prix
- 5e du classement général en 2002.
- 3 podiums individuels.
- 1 victoire par équipes.

### Coupe continentale
- 3 victoires en individuel.